# Cerimonia di chiusura dei Giochi della XXX Olimpiade

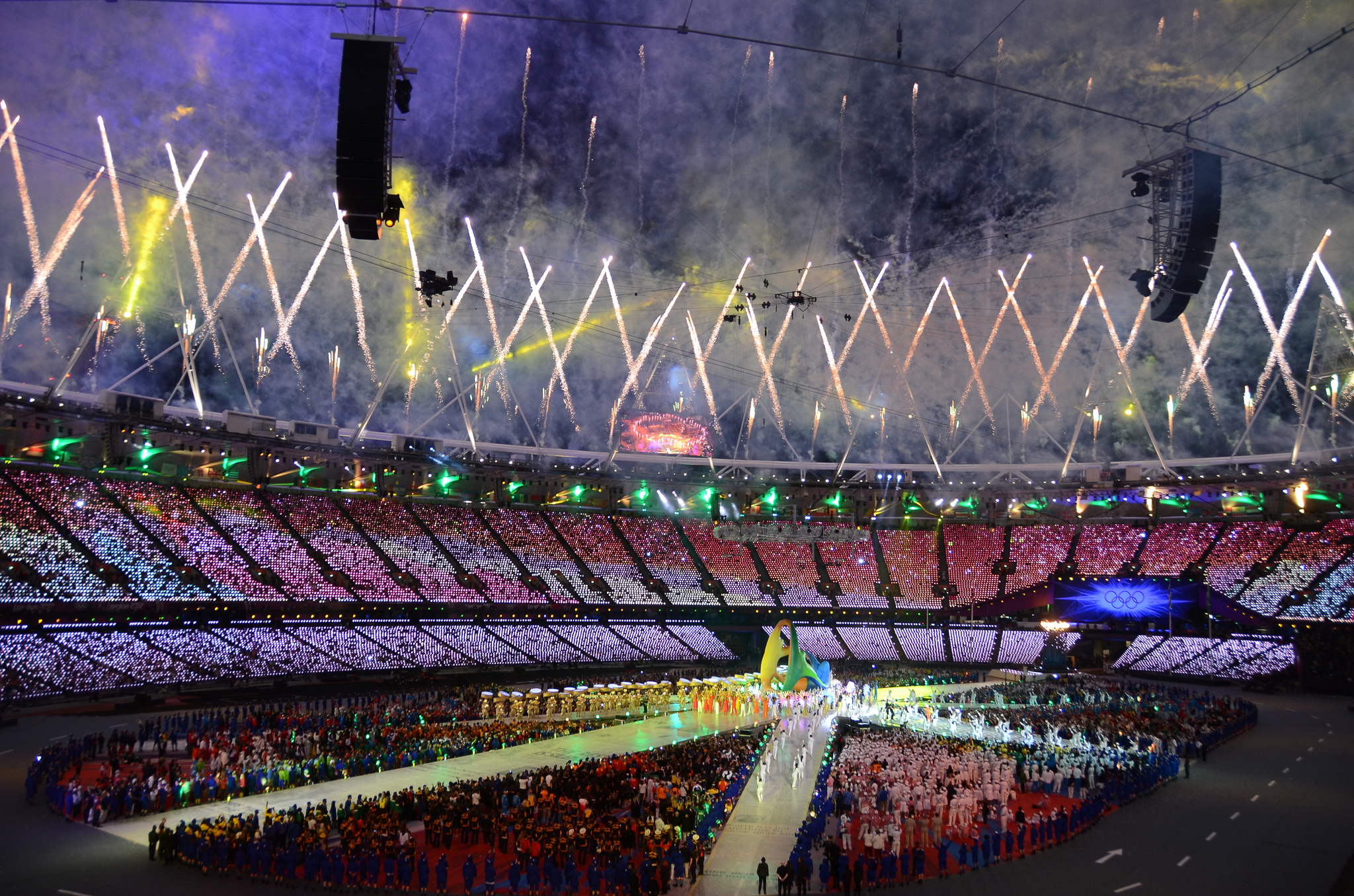
Un momento della cerimonia di chiusura di Londra 2012

La cerimonia di chiusura dei Giochi della XXX Olimpiade si è svolta a Londra il 12 agosto 2012 nell'Olympic Stadium. È cominciata alle 21:00 ora locale ed è finita a 00:11, si stima che sia stata seguita da oltre 750 milioni di persone.
Il braciere olimpico è stato spento un minuto dopo la mezzanotte, durante la cerimonia c'è stato il passaggio della bandiera olimpica da Boris Johnson, sindaco di Londra, a Eduardo Paes, primo cittadino di Rio de Janeiro, la città che ospiterà i Giochi della XXXI Olimpiade nel 2016.
La cerimonia è stata ufficialmente presieduta dal principe Henry del Galles nelle veci della regina Elisabetta II del Regno Unito.

## Musica
Alla cerimonia si sono esibiti diversi artisti sia dal vivo sia registrati.
- London Symphony Orchestra - God Save the Queen
- Emeli Sandé – Read All About It
- Urban Voices Collective – Because
- Julian Lloyd Webber featuring. London Symphony Orchestra – Salut d'Amour
- Madness featuring Hackney Colliery Band – Our House
- Massed Bands of the Guards Division – Parklife
- Pet Shop Boys – West End Girls
- One Direction – What Makes You Beautiful
- The Beatles – A Day in the Life
- Ray Davies – Waterloo Sunset
- Emeli Sandé – Read All About It (Part III) [Reprise]
- London Symphony Orchestra – Parade of Nations/Athletes (David Arnold cover)
- Elbow featuring. Urban Voices Collective & London Symphony Orchestra – Open Arms, One Day Like This
- Madness featuring Hackney Colliery Band – Our House [Reprise]
- Household Division Ceremonial State Band – Parklife (Blur cover) [Reprise]
- Bad Mofo & The Sporticians - Londinese Baby
- Pet Shop Boys – West End Girls [Reprise]
- One Direction – What Makes You Beautiful [Reprise]
- Kate Bush – Running Up that Hill (A Deal With God) (2012 Remix)
- Urban Voices Collective – Here Comes the Sun
- David Arnold – Medal Ceremony
- Queen – Bohemian Rhapsody
- Liverpool Philharmonic Youth Choir featuring John Lennon – Imagine (cover di John Lennon)
- George Michael – Freedom! '90, White Light
- Kaiser Chiefs – Pinball Wizard
- David Bowie – Space Oddity, Changes, Ziggy Stardust, The Jean Genie, Rebel Rebel, Diamond Dogs, Young Americans, Let's Dance, Fashion
- Annie Lennox – Little Bird
- Ed Sheeran featuring. Nick Mason, Mike Rutherford e Richard Jones – Wish You Were Here
- London Symphony Orchestra – Oh Uganda, Land of Beauty.  London music

- Russell Brand featuring London Symphony Orchestra – Pure Imagination
- Russell Brand featuring. Bond – I Am the Walrus (cover dei Beatles)
- Fatboy Slim – Right Here, Right Now, The Rockafeller Skank
- Jessie J – Price Tag
- Tinie Tempah featuring. Jessie J – Written in the Stars
- Taio Cruz – Dynamite
- Jessie J, Tinie Tempah e Taio Cruz – performing The Bee Gees - You Should Be Dancing
- Spice Girls – Wannabe, Spice Up Your Life
- Beady Eye – Wonderwall
- Electric Light Orchestra – Mr. Blue Sky
- Eric Idle accompagnato dal soprano Susan Bullock (come Britannia), Hackney Colliery Band, London Welsh Rugby Club, Reading Scottish Pipe Band, Rag Morris and Blackheath Morris Men – Always Look on the Bright Side of Life
- Muse – Survival
- Freddie Mercury – Vocal Improvisation (Live at Wembley Stadium)
- Queen – Brighton Rock
- Queen featuring Jessie J – We Will Rock You
- London Symphony Orchestra – Ýmnos is tin Eleftherían
- London Symphony Orchestra – Hino Nacional Brasileiro
- London Symphony Orchestra – Olympiakós Ýmnos
- Marisa Monte – Bachianas Brasileiras No. 5
- BNegão – Maracatu Atômico (Jorge Mautner cover)
- Seu Jorge – Nem vem que não tem (Wilson Simonal cover)
- Marisa Monte featuring. BNegão e Seu Jorge – Aquele Abraço (cover di Gilberto Gil)
- London Symphony Orchestra – Extinguishing the Flame
- Take That – Rule the World
- John Barry – The John Dunbar Theme da Dances with Wolves
- David Arnold – Spirit of the Flame
- The Who – un medley formato da Baba O'Riley, See Me, Feel Me e My Generation